# Karel Boon
Karel Gerald Boon (Lawang, Indonesië, 1909 - Haarlem, 1996) was een Nederlands kunsthistoricus en museumdirecteur.

## Levensloop
Boon studeerde kunstgeschiedenis aan de Universiteit van Amsterdam en aan de Sorbonne en de École du Louvre.
Hij begon zijn loopbaan als onbezoldigd medewerker in het Rijksmuseum Amsterdam. Hij werd er opgemerkt door M.D. Henkel, conservator van de prenten, die van hem zijn assistent maakte. Boon ontwikkelde belangstelling voor laat-vijftiende-eeuwse prenten, en dit zou zo blijven gedurende zijn verdere carrière.
In 1940 Boon werd hij benoemd in het Gemeentelijk Museum van Den Haag en werkte er mee aan de publicatie van Algemeene Kunstgeschiedenis (1941), een zesdelig overzicht van Nederlandse kunst.
Toen de Joden uit de musea werden geweerd, werd Boon hierover zeer boos en nam zelf ontslag. Hij dook onder, samen met zijn vrouw, die Joodse was.
Na zijn activiteiten als Monuments Man (zie hierna) werkte hij korte tijd in het Centraal Museum van Utrecht en het Prentenkabinet van de Universiteit Leiden, maar keerde weldra naar het Rijksmuseum Amsterdam terug als conservator van de prentencollectie. In 1962 werd hij directeur van het Rijksprentenkabinet. Tijdens zijn zesentwintig jaren activiteit in deze functies werden talrijke waardevolle prenten en tekeningen verworven, zowel van Nederlandse als van buitenlandse kunstenaars. De collectie ontwikkelde zich tot een van de belangrijkste ter wereld. Hij organiseerde tentoonstellingen gewijd aan prenten onder alle vormen, onder meer middeleeuwse tekeningen, Japanse houtsneden, Italiaanse prenten, tekeningen van Francisco Goya en negentiende-eeuwse Franse prenten. Deze activiteiten brachten, naast de catalogi voor de tentoonstellingen, ook veel andere publicaties tot stand.
In 1974 ging Boon met pensioen en bij die gelegenheid organiseerde het Rijksmuseum een aan hem opgedragen tentoonstelling onder de titel Veelzijdig verzameld, die de maat en de diversiteit aangaf van de door hem gevoerde aankooppolitiek.

## Monuments Man
Begin 1945 ging Boon werken bij de nieuw opgerichte Stichting Nederlandsch Kunstbezit, een organisatie die tot doel had, in opdracht van het ministerie van Onderwijs, Kunsten en Wetenschappen, de geroofde Nederlandse kunstobjecten op te sporen. Hij ging op zoek in de verschillende verzamelplaatsen voor geroofde kunst en identificeerde talrijke Nederlandse objecten. Hij vervolgde deze activiteit tot in 1948. Hiervoor werd hij een van de Nederlandse vertegenwoordigers in de militaire organisatie van de geallieerden die men de Monuments Men noemde.

## Publicaties
- Les rapports entre l'école de Cologne et la peinture néerlandaise dans la deuxième moitié du quinzième siècle. Parijs, 1938 (proefschrift).
- De eerste bloei van de Noord-Nederlandse kunst, in: Middeleeuwse kunst der Noordelijke Nederlanden (catalogus tentoonstelling). Amsterdam, Rijksmuseum, 1958.
- Rembrandt, de etser. Het volledige werk. Amsterdam, Becht, 1963.
- Rembrandt: the Complete Etchings, New York: H.N. Abrams, 1963.
- Netherlandish Drawings of the Fifteenth and Sixteenth Centuries, 2 vols, Den Haag, 1978.
- The Netherlandish and German Drawings of the XVth and XVIth Centuries of the Frits Lugt Collection, 3 vols, Parijs, Institut Néerlandais, 1992.
- Als contributeur: Algemeene kunstgeschiedenis, de kunst der menscheid van de oudste tijden tot heden. 6 vols, Utrecht, W. de Haan, 1941-1951.
- Dieuwke DE HOOP SCHEFFER, Volledige bibliografie Karel G. Boon, in: Bulletin van het Rijksmuseum, 1998.